# Parigi-Nizza 1964
La Parigi-Nizza 1964, ventiduesima edizione della corsa, si svolse dal 9 al 17 marzo su un percorso di 1 524 km ripartiti in nove tappe (la sesta e l'ottava suddivise in due semitappe). Fu vinta dall'olandese Jan Janssen davanti ai francesi Jean-Claude Annaert e Jean Forestier.

## Tappe
| Tappa  | Data     | Percorso                                                  | km   | Vincitore di tappa     | Leader cl. generale |
| ------ | -------- | --------------------------------------------------------- | ---- | ---------------------- | ------------------- |
| 1ª     | 9 marzo  | Fontainebleau > Auxerre                                   | 153  | Ward Sels              | Ward Sels           |
| 2ª     | 10 marzo | Auxerre > Montceau-les-Mines                              | 200  | Willy Vannitsen        | Ward Sels           |
| 3ª     | 11 marzo | Montceau-les-Mines > Montceau-les-Mines (cron. a squadre) | 19   | Flandria-Romeo         | Jan Janssen         |
| 4ª     | 12 marzo | Montceau-les-Mines > Saint-Étienne                        | 228  | Frans Melckenbeeck     | Jan Janssen         |
| 5ª     | 13 marzo | Saint-Étienne > Bollène                                   | 192  | André Darrigade        | Jan Janssen         |
| 6ª-1ª  | 14 marzo | Bollène > Vergèze                                         | 82   | Huub Zilverberg        | Jan Janssen         |
| 6ª-2ª  | 14 marzo | Vergèze > Aix-en-Provence                                 | 144  | Anatole Novak          | Jan Janssen         |
| 7ª     | 15 marzo | Ajaccio > Porto-Vecchio                                   | 180  | Raymond Poulidor       | Jan Janssen         |
| 8ª-1ª  | 16 marzo | Porto-Vecchio > Bastia                                    | 143  | Bernard Vandekerckhove | Jan Janssen         |
| 8ª-2ª  | 16 marzo | Olmeta-di-Tuda > Bastia (cron. individuale)               | 34   | Rudi Altig             | Jan Janssen         |
| 9ª     | 17 marzo | Nizza > Nizza                                             | 150  | Ward Sels              | Jan Janssen         |
| Totale | Totale   | Totale                                                    | 1525 |                        |                     |

## Dettagli delle tappe

### 1ª tappa
- 9 marzo: Fontainebleau > Auxerre – 153 km

| Pos. | Corridore             | Squadra      | Tempo    |
| ---- | --------------------- | ------------ | -------- |
| 1    | Ward Sels             | Solo-Superia | 3h58'55" |
| 2    | Jan Janssen           | Pelforth     | s.t.     |
| 3    | Georges Vanconingsloo | Peugeot      | s.t.     |

| Pos. | Corridore | Squadra      | Tempo |
| ---- | --------- | ------------ | ----- |
| 1    | Ward Sels | Solo-Superia |       |

### 2ª tappa
- 10 marzo: Auxerre > Montceau-les-Mines – 200 km

| Pos. | Corridore       | Squadra       | Tempo    |
| ---- | --------------- | ------------- | -------- |
| 1    | Willy Vannitsen | Flandria      | 5h31'45" |
| 2    | Rudi Altig      | Saint-Raphaël | s.t.     |
| 3    | Tom Simpson     | Peugeot       | s.t.     |

| Pos. | Corridore | Squadra      | Tempo |
| ---- | --------- | ------------ | ----- |
| 1    | Ward Sels | Solo-Superia |       |

### 3ª tappa
- 11 marzo: Montceau-les-Mines > Montceau-les-Mines (cron. a squadre) – 19 km

| Pos. | Squadra                     | Tempo  |
| ---- | --------------------------- | ------ |
| 1    | Flandria-Romeo              | 23'43" |
| 2    | Saint-Raphaël-Gitane-Dunlop | a 11"  |
| 3    | Pelforth-Sauvage-Lejeune    | a 16"  |

| Pos. | Corridore   | Squadra  | Tempo |
| ---- | ----------- | -------- | ----- |
| 1    | Jan Janssen | Pelforth |       |

### 4ª tappa
- 12 marzo: Montceau-les-Mines > Saint-Étienne – 228 km

| Pos. | Corridore          | Squadra      | Tempo    |
| ---- | ------------------ | ------------ | -------- |
| 1    | Frans Melckenbeeck | Mercier      | 6h03'39" |
| 2    | Jan Janssen        | Pelforth     | s.t.     |
| 3    | Ward Sels          | Solo-Superia | s.t.     |

| Pos. | Corridore   | Squadra  | Tempo |
| ---- | ----------- | -------- | ----- |
| 1    | Jan Janssen | Pelforth |       |

### 5ª tappa
- 13 marzo: Saint-Étienne > Bollène – 192 km

| Pos. | Corridore         | Squadra  | Tempo    |
| ---- | ----------------- | -------- | -------- |
| 1    | André Darrigade   | Margnat  | 4h46'20" |
| 2    | Joseph Groussard  | Pelforth | s.t.     |
| 3    | Jean-Pierre Genet | Mercier  | s.t.     |

| Pos. | Corridore   | Squadra  | Tempo |
| ---- | ----------- | -------- | ----- |
| 1    | Jan Janssen | Pelforth |       |

### 6ª tappa - 1ª semitappa
- 14 marzo: Bollène > Vergèze – 82 km

| Pos. | Corridore          | Squadra  | Tempo    |
| ---- | ------------------ | -------- | -------- |
| 1    | Huub Zilverberg    | Flandria | 1h55'12" |
| 2    | Frans Melckenbeeck | Mercier  | a 1'29"  |
| 3    | André Darrigade    | Margnat  | s.t.     |

| Pos. | Corridore   | Squadra  | Tempo |
| ---- | ----------- | -------- | ----- |
| 1    | Jan Janssen | Pelforth |       |

### 6ª tappa - 2ª semitappa
- 14 marzo: Vergèze > Aix-en-Provence – 144 km

| Pos. | Corridore       | Squadra       | Tempo    |
| ---- | --------------- | ------------- | -------- |
| 1    | Anatole Novak   | Saint-Raphaël | 4h08'12" |
| 2    | Rudi Altig      | Saint-Raphaël | a 51"    |
| 3    | Alan Ramsbottom | Pelforth      | s.t.     |

| Pos. | Corridore   | Squadra  | Tempo |
| ---- | ----------- | -------- | ----- |
| 1    | Jan Janssen | Pelforth |       |

### 7ª tappa
- 15 marzo: Ajaccio > Porto-Vecchio – 180 km

| Pos. | Corridore        | Squadra       | Tempo    |
| ---- | ---------------- | ------------- | -------- |
| 1    | Raymond Poulidor | Mercier       | 5h30'42" |
| 2    | Rudi Altig       | Saint-Raphaël | a 4"     |
| 3    | Jan Janssen      | Pelforth      | a 6"     |

| Pos. | Corridore   | Squadra  | Tempo |
| ---- | ----------- | -------- | ----- |
| 1    | Jan Janssen | Pelforth |       |

### 8ª tappa - 1ª semitappa
- 16 marzo: Porto-Vecchio > Bastia – 143 km

| Pos. | Corridore              | Squadra      | Tempo    |
| ---- | ---------------------- | ------------ | -------- |
| 1    | Bernard Vandekerckhove | Solo-Superia | 3h40'11" |
| 2    | Joseph Groussard       | Pelforth     | s.t.     |
| 3    | Frans Brands           | Flandria     | s.t.     |

| Pos. | Corridore   | Squadra  | Tempo |
| ---- | ----------- | -------- | ----- |
| 1    | Jan Janssen | Pelforth |       |

### 8ª tappa - 2ª semitappa
- 16 marzo: Olmeta-di-Tuda > Bastia (cron. individuale) – 34 km

| Pos. | Corridore           | Squadra       | Tempo  |
| ---- | ------------------- | ------------- | ------ |
| 1    | Rudi Altig          | Saint-Raphaël | 57'09" |
| 2    | Jan Janssen         | Pelforth      | a 25"  |
| 3    | Jean-Claude Annaert | Mercier       | a 51"  |

| Pos. | Corridore   | Squadra  | Tempo |
| ---- | ----------- | -------- | ----- |
| 1    | Jan Janssen | Pelforth |       |

### 9ª tappa
- 17 marzo: Nizza > Nizza – 150 km

| Pos. | Corridore   | Squadra      | Tempo    |
| ---- | ----------- | ------------ | -------- |
| 1    | Ward Sels   | Solo-Superia | 4h45'54" |
| 2    | Barry Hoban | Mercier      | s.t.     |
| 3    | Peter Post  | Flandria     | s.t.     |

| Pos. | Corridore           | Squadra  | Tempo     |
| ---- | ------------------- | -------- | --------- |
| 1    | Jan Janssen         | Pelforth | 41h56'28" |
| 2    | Jean-Claude Annaert | Mercier  | a 1'01"   |
| 3    | Jean Forestier      | Peugeot  | a 2'58"   |

## Classifiche finali

### Classifica generale
| Pos. | Corridore           | Squadra                     | Tempo     |
| ---- | ------------------- | --------------------------- | --------- |
| 1    | Jan Janssen         | Pelforth-Sauvage-Lejeune    | 41h56'28" |
| 2    | Jean-Claude Annaert | Mercier-BP-Hutchinson       | a 1'01"   |
| 3    | Jean Forestier      | Peugeot-BP-Englebert        | a 2'58"   |
| 4    | Jef Planckaert      | Flandria-Romeo              | a 3'58"   |
| 5    | Alan Ramsbottom     | Pelforth-Sauvage-Lejeune    | a 4'05"   |
| 6    | Jacques Anquetil    | Saint-Raphaël-Gitane-Dunlop | a 4'39"   |
| 7    | François Mahé       | Pelforth-Sauvage-Lejeune    | a 4'41"   |
| 8    | Ward Sels           | Solo-Superia                | a 4'55"   |
| 9    | Jean Milesi         | Margnat-Paloma-Dunlop       | a 6'39"   |
| 10   | Frans Brands        | Flandria-Romeo              | a 8'15"   |